# Hanako Masahito de Hitachi
Hanako Masahito, princesa Hitachi (japonès: 正仁親王妃華子), nascuda Hanako Tsugaru (japonès: 津軽華子), (Tòquio, 19 de juliol de 1940), és una membre de la família imperial japonesa com a esposa de Masahito, el príncep Hitachi, que és el fill petit de l'emperador Shōwa i l'únic germà masculí de l'emperador emèrit Akihito.

## Biografia

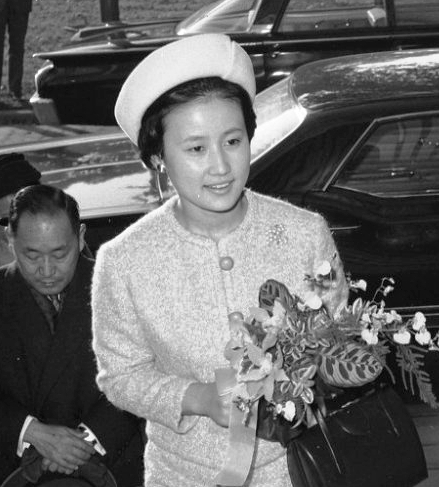
La princesa Hitachi el 1965

Hanako Masahito va néixer a la casa familiar de Tsugaru a Tòquio, com a quarta filla del comte Yoshitaka Tsugaru (1907–1994), l'últim representant del clan Tsugaru i fill adoptiu del dàimio del domini Tsugaru (actual Hirosaki, Aomori) . Yoshitaka Tsugaru era originari de la branca Owari del clan Tokugawa. També va ser membre de l'aristocràcia creada per la Restauració Meiji (kazoku).
La seva mare, Hisako Mōri (1911–2004), era descendent del clan Mōri i també de l'antic dàimio del domini Chōshū a l'antiga província de Nagato (actual Yamaguchi).
Hanako Tsugaru va assistir a la prestigiosa escola Gakushūin per a la seva educació primària, secundària i superior, una escola per a iguals fundada per educar els fills de la família imperial i l'aristocràcia imperial (kuge). Es va graduar al Col·legi Júnios de Dones Gakushūin el 1961.

## Matrimoni
Hanako va conèixer el seu futur marit, el príncep Masahito, durant els seus estudis a Gakushuin. El Consell de la Casa Imperial va anunciar el compromís del príncep Masahito i Hanako Tsugaru el 28 de febrer de 1964 i la cerimònia de compromís es va celebrar el 14 d'abril de 1964.

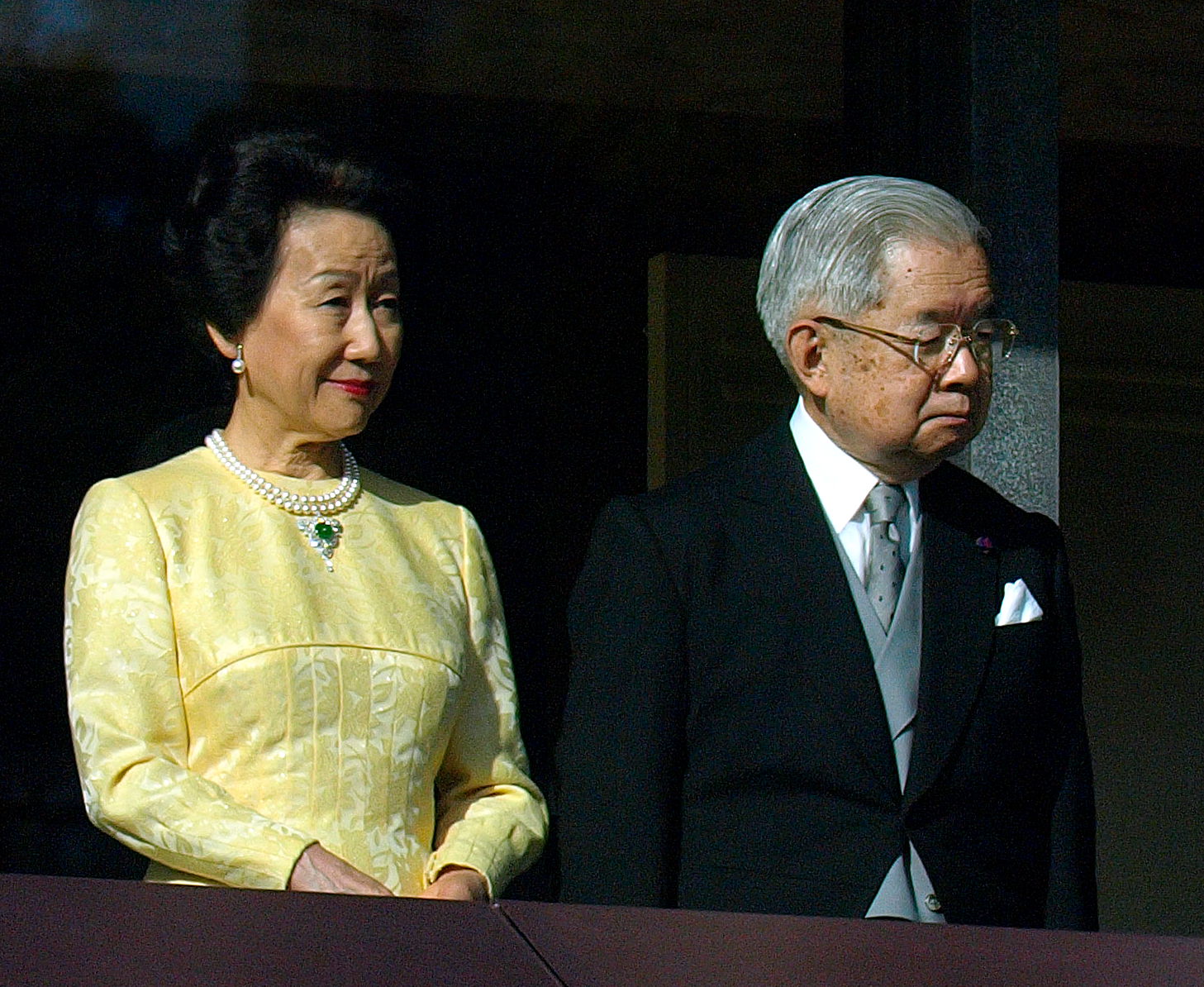
Els prínceps Hitachi el 2011.

La cerimònia del casament va tenir lloc el 30 de setembre de 1964. En casar-se, el príncep Masahito va rebre el títol de príncep Hitachi (Hitachi-no-miya, "príncep Hitachi") i l'autorització del Consell Econòmic de la Casa Imperial per a formar una nova branca de la Família Imperial. Com imposa la tradició, quan va entrar a la família imperial, va rebre un emblema personal (o-shirushi (お印)): un rododendre (Tsutsuji (ツツジ)). No tenen fills.
Des de desembre de 1976, el príncep Hitachi i la princesa Hitachi tenen la seva residència oficial en un palau situat a uns grans terrenys al costat de Komazawadori a Higashi al districte de Shibuya de Tòquio.

## Servei públic

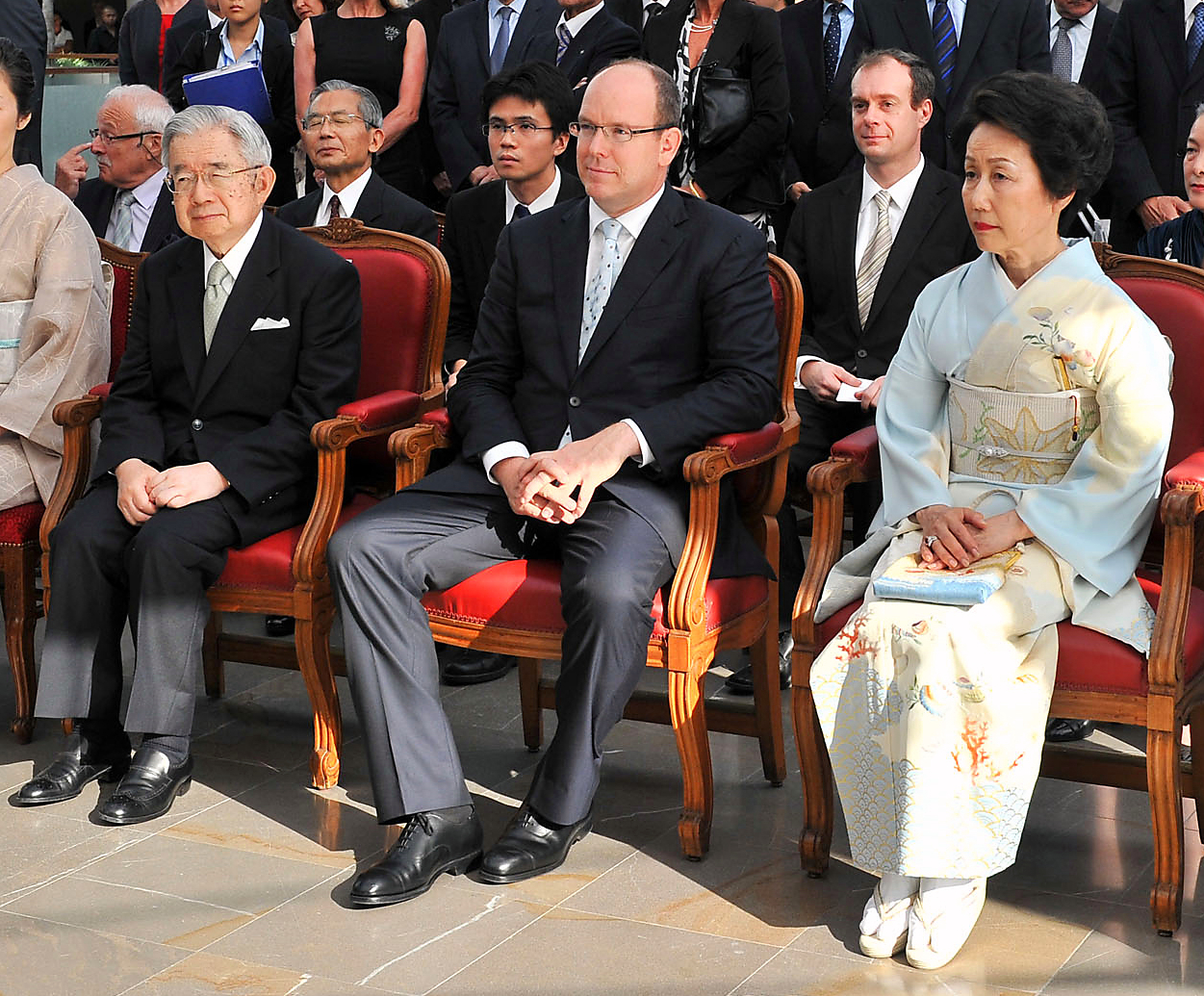
Els prínceps Masahito i Hanako amb Albert II de Mònaco el 2010.

La princesa Hitachi, com el seu marit, va ser escollida el 5 de setembre de 2007 pels altres membres de la família imperial per ser un dels seus principals representants (n'hi ha dos en total) al Consell de la Casa Imperial. Tant els membres com els membres de reserva, inclosa la princesa Hitachi, van ser reelegits el 7 de setembre de 2011. El 2017, la princesa va ser diagnosticada d'espondilosi lumbar i va ser hospitalitzada al setembre per rebre tractaments addicionals. Va fer la seva primera aparició pública l'abril de 2018. Va ser el seu primer compromís públic en 11 mesos.
La princesa Hitachi és presidenta de diverses organitzacions que es preocupen pel benestar i les arts.

## Traducció
La princesa Hitachi ha traduït diversos llibres infantils de l'anglès al japonès:
- The Eighty-Ninth Kitten d'Eleanor Nilsson (1987)
- The Most Obedient Dog in the World, d'Anita Jeram (1996)
- It was Jake, d'Anita Jeram (1997)
- A Guide Dog Puppy Grows Up, de Caroline Arnold (2001)

## Honors
Hanako té el tractament de sa altesa imperial la princesa Hitachi.

### Honors nacionals
- Gran Cordó (Paulownia) de l'Orde de la Preciosa Corona
- Dama de la Condecorqació de la Creu Roja[4]
- Receptora de la Medalla de la Creu Roja[4]

### Honors estrangers
- Nepal: 
  -  Membre de l'Ordre del Sobirà Benèvol (19 d'abril de 1960)[5]

### Càrrecs honorífics
- Membre del Consell de la Casa Imperial
- Presidenta honorària de l'Associació d'Art Ikebana del Japó
- Presidenta honorària de la Societat de Benestar Animal del Japó
- Presidenta d'Honor de la Federació Eqüestre del Japó
- Presidenta d'honor de l'Associació de Dones de Nipones-Llatinoamericanes
- Vicepresidenta honorària de la Societat de la Creu Roja Japonesa[6]